# ۸۳ دلو
۸۳ دلو یک ستاره است که در صورت فلکی دلو قرار دارد.